# Filialkirche Ternberg-Trattenbach

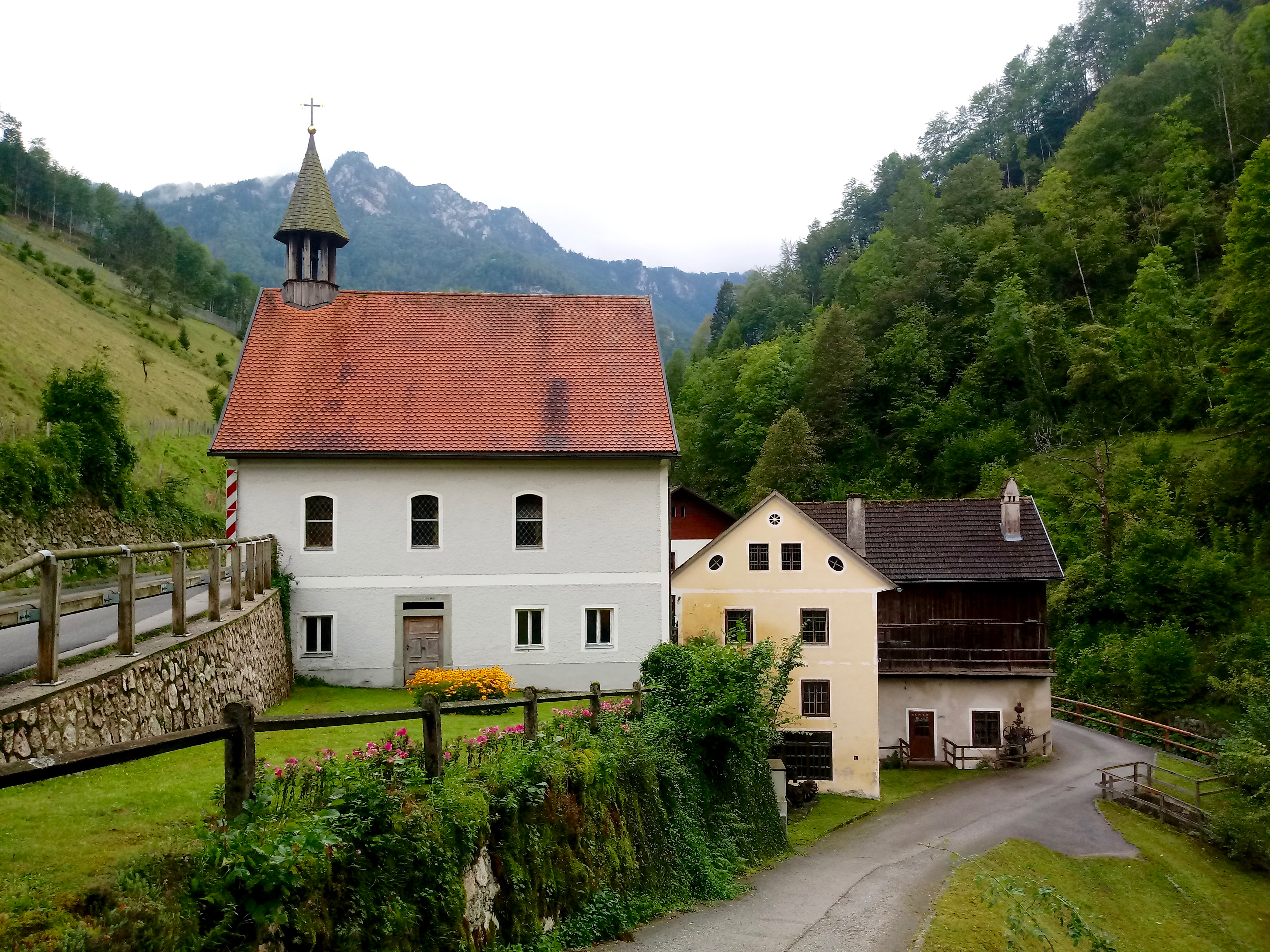
Filialkirche Ternberg-Trattenbach und Museum in der Wegscheid im Museumsdorf Trattenbach (2019)

Die römisch-katholische Filialkirche Ternberg-Trattenbach steht in der Siedlung Trattenbach der Gemeinde Ternberg im Bezirk Steyr-Land in Oberösterreich. Die Filialkirche der Pfarrkirche Ternberg gehört seit dem 1. Jänner 2023 zur Pfarre Ennstal der Diözese Linz.

## Lage

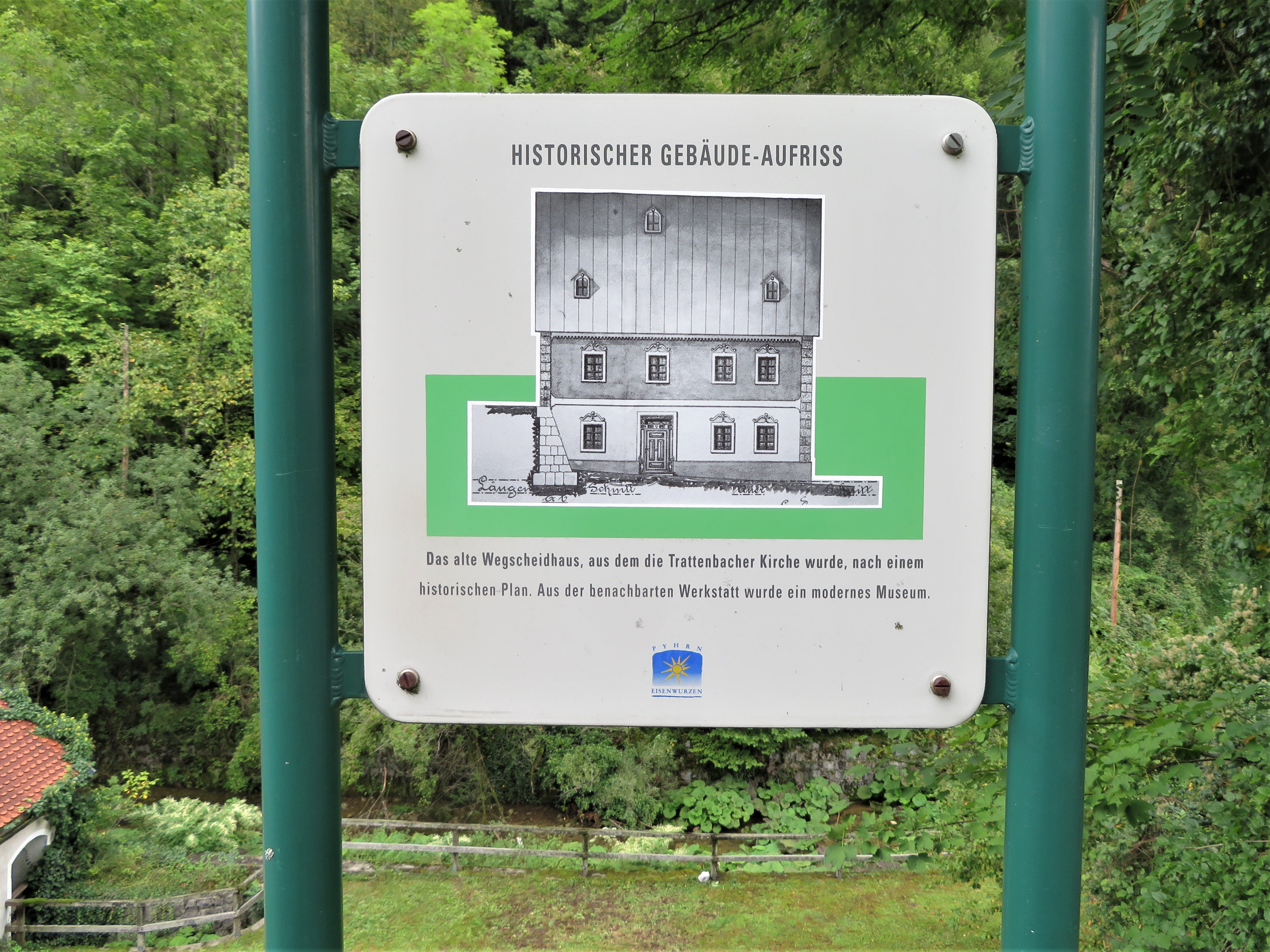
Informationstafel neben der Kirche mit einem Aufriss des ehemaligen Wohnhauses

Das Gebäude der Filialkirche liegt am Themenweg des Museumsdorfes Trattenbach im Trattenbachtal unmittelbar an der Straße zum Schoberstein. Es wird auch Wegscheidhaus genannt, da dort der Weg nach Kienberg abzweigt (sich abscheidet). Auf diesem Grundstück stand bereits im 16. Jahrhundert ein Werkstättengebäude mit Schmiede und Schleiferei. Das Anwesen wurde 1895 durch Antonia und Mathäus Hack neu errichtet. In der ehemaligen Werkstatt befindet sich seit 1998 das Museum in der Wegscheid, das eine Station des Museumsdorfes bildet. Neben der Kirche informiert eine Informationstafel des Themenweges über die Geschichte des Gebäudes.

## Geschichte
Nachdem die Gläubigen aus Trattenbach jahrhundertelang nur Gottesdienste in der Pfarrkirche Ternberg besuchen konnten, wurde im Jahr 1935 erstmals in der Volksschule Trattenbach ein katholischer Gottesdienst gefeiert. Später stellte die Messerer-Familie Ratzinger dem damaligen Pfarrer ihre Kapelle für Messfeiern zur Verfügung. Dieses Haus wurde 1950 von der Pfarre angekauft und 1958 vom damaligen Bischof von Linz, Franz Zauner, geweiht. In den folgenden Jahren wurden kontinuierlich Verbesserungen an Gebäude und Kirchenraum durchgeführt. Die letzte große Renovierung erfolgte in den Jahren 1998 bis 2000.

## Kirchengebäude

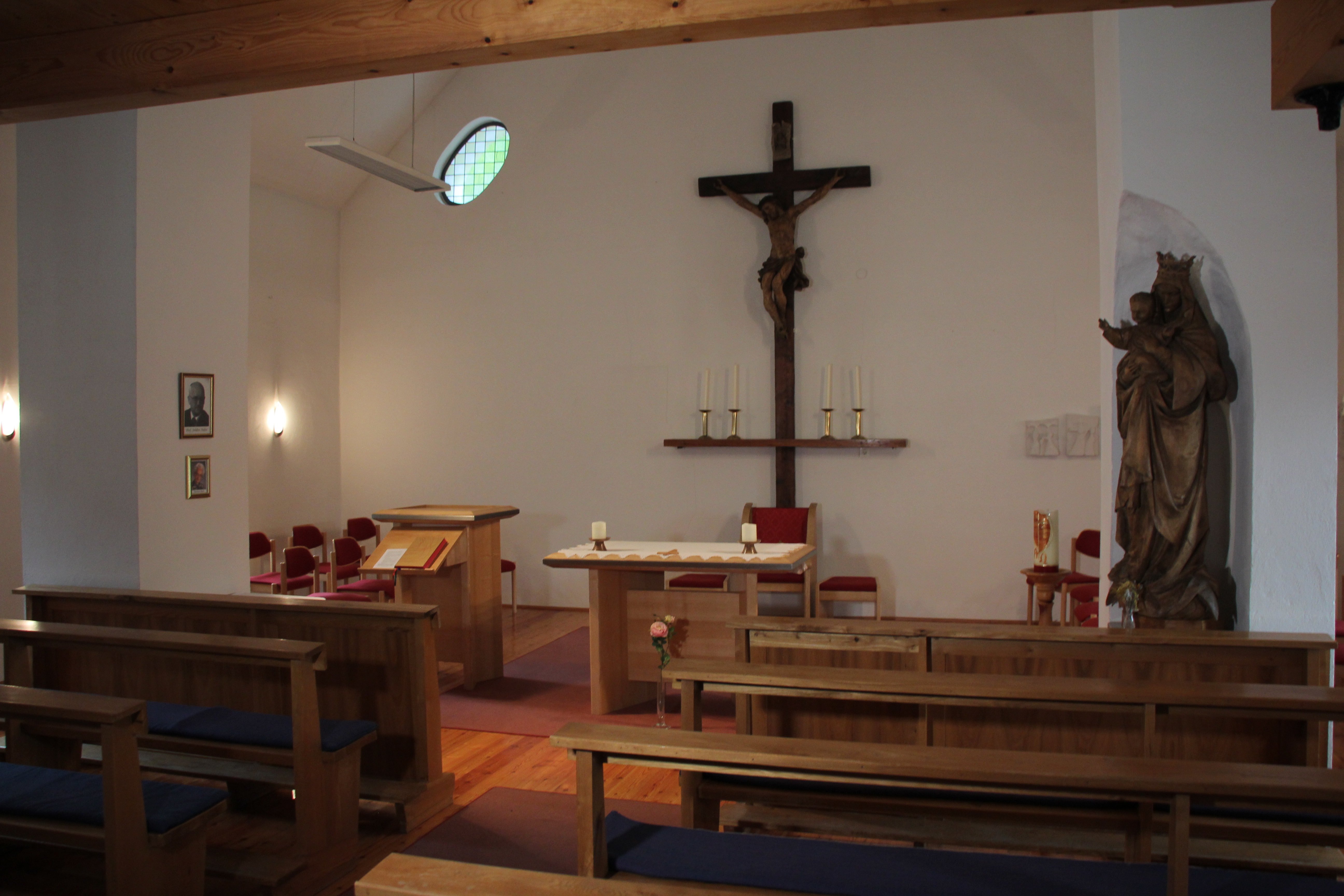
Blick zum Chorraum mit Altar, Kruzifix und Marienstatue (2019)

Der sakrale Raum befindet sich im Obergeschoß des zweistöckigen ehemaligen Wohngebäudes. Er ist nur über eine hölzerne Tür von der Straße aus zugänglich. Die Zwischendecke zum Dachgeschoß wurde entfernt, sodass ein hoher Raum entstand. Gegenüber der Eingangstür befindet sich an der Wand hinter dem Altar ein großes hölzernes Kruzifix sowie ein kleiner Kreuzweg in abstrahierender Darstellung auf weißen Steinplatten. Eine lebensgroße Marienstatue aus Holz steht in einer Nische rechts am Chor. 
Der Altar, der Ambo, Stühle und Sitzbänke sowie der Bodenbelag sind aus hellem Holz gefertigt. Die Teppiche und die Bezüge der Stühle im Chorraum sind in warmen, rötlichen Farbtönen gehalten, während die Bänke blaue Polsterauflagen haben. An den schlicht weiß gestrichenen Wänden hängen einige Fotos. Jeweils drei Fenster mit teils bunten Scheiben auf den Längsseiten und ovale Fenster im Dachgeschoß geben dem Raum Tageslicht. 
Über dem Eingangsbereich befindet sich eine kleine Empore mit weiteren Sitzplätzen. Eine Orgel ist in der Filialkirche nicht vorhanden.
Das rot eingedeckte Satteldach des Gebäudes trägt einen kleinen hölzernen Turm, der mit einem goldenen Kreuz abschließt. In diesem mit Holzschindeln gedeckten Turm befindet sich eine Glocke, die aus dem Schloss Steg stammt, einem Herrenhaus an der Mündung des Trattenbachs in die Enns. Ohne diesen Turmaufsatz wäre das Gebäude nicht als Kirche erkennbar. Das Untergeschoß wird als Wohnung genutzt. Auf dem Türsturz über den Eingängen sind alte Ornamente und Beschriftungen erhalten.